# 注射用重组人凝血因子VIIa
注射用重组人凝血因子VIIa，為丹麥商諾和諾德出品的藥物，商品名稱为诺其（NovoSeven），主要用于治療先天性血友病等人群的出血，或在外科手术过程中的出血。

## 基本信息
- 成份及组成：重组人凝血因子VIIa 60 KIU(1.2 mg）
- 性状：本品为冻干制剂，为白色疏松体，无融化迹象。按标示量加入灭菌注射用水溶解后应为澄清无色液体，无味、无肉眼可见异物、无浑浊和沉淀。
- 规格：60kIU（1.2mg)/支
- 有效期：36个月。
- 贮藏：本品应存放于2℃-8℃（冰箱中）；在包装盒内避光保存；请勿冰冻以免损坏溶剂瓶；最好配制后立即使用；请勿将配制好的重组人凝血因子VIIa（NovoSeven）持续储存在注射器中。

## 适应症
用于下列患者群体的出血发作及预防; 在外科手术过程中或有创操作中的出血。 
- 凝血因子Ⅷ或Ⅸ的抑制物>5BU的先天性血友病患者；
- 预计对注射凝血因子Ⅷ或凝血因子 Ⅸ,具有高记忆应答的先天性血友病患者；
- 获得性血友病患者；
- 先天性FVII缺乏症患者；
- 具有GP II b-IIIa和/或HLA抗体和既往或现在对血小板输注无效或不佳 的血小板无力症患者。

## 不良反应
板据上市后用药经验，药物不良反应罕见(<1 /1，000标准剂量)。例如按系统器官类别分类，上市后的药物不良反应（包括严重的和非严重反应）的报告率如下所示。
- 血液和淋巴疾病：极为罕见(〈1 /10，000)，极少例凝血病的报道，例如D一二聚体增加和消耗性凝血病。应对“注意事项”中所述的有弥散性血管内凝血风险增加的患者进行严密监测。
- 心血管疾病：极为罕见(〈1 /10，000），心肌梗死请见下面“上市后报告的严重不良反应”部分。
- 胃肠疾病：极为罕见（<1 /10，000），曾有极少例恶心的报道。
- 全身疾病和用药部位情况：罕见(>1/10，000，<1/1，000)，曾有疗效不佳(疗效下降)的报道。重要的是本品的给药方案应遵守“用量”中的推荐剂量。
- 神经系统疾病：极为罕见(<1/10，000 )，曾有包括脑梗塞和脑缺血在内的脑血管疾病的报道,请见下面“上市后报告的严重不良反应”部分。
- 皮肤及皮下组织疾病：可能出现皮疹。
- 血管疾病：极为罕见（<1<10,000)，曾报道过静脉血栓事件请见下面“上市后报告的严重不良反应”部分。

上市后报告的严重不良反应包括:
1. 诸如心肌梗死或心肌缺血，脑血管疾病和肠缺血性坏死类动脉血栓事件。在绝大多数情况下，这些患者因基础疾病、年龄或“注意事项”中所述的动脉粥样硬化或伴随病症而容易发生动脉血栓疾病。
2. 例如血栓性静脉炎、深静脉血栓和有关的肺栓寨类静脉血栓事件。在绝大多数悄况下，患者因伴有危险因素而易发生静脉血栓事件。应对存在下述情况而导致静脉血栓生成不良事件风险增加的患者进行严密监测，伴随病症、既往血栓史、术后制动或静脉导管的情况。
上市后尚未有过敏性反应的自发性报道，但应对有过敏史的患老进行严密监测。尚未有关于血友病A或B患者中出现凝血因子VII抗体的报道。曾有凝血因子VII缺乏症的患者使用本品后出现VII因子抗体的个案报道。这些患者既往接受过人血浆和/或血浆来源的凝血因子VII治疗。体外试验中两位患者显示出抗体抑制作用。应监测凝血因子VII缺乏症患者中凝血因子VII杭体水平。
曾有1例血小板无力症患者注射本品后出现血管神经性水肿的自发性报道。根据上市后用药-验，药物不良反应罕见。具体请参见说明书。

## 禁忌
对本品中含有的活性成份，赋形剂，或小鼠、仓鼠或牛蛋白过敏者禁用。

## 用法用量
伴有抑制物的血友病A或B或获得性血友病。

### 用量
应在出血发作开始后尽早给予本品。静脉推注给药，推荐起始剂量为90ug/每公斤体重。初次注射本品后可能需再次注射。疗程和注射的间隔将随出血的严重性、所进行的有创操作或外科手术而不同。最初间隔2-3小时，以达到止血效果。如需继续治疗，一旦达到有效的止血效果，只要治疗需要，可增至每隔4、6、8或12小时给药。
- 轻度至中度出血发作（包括门诊治疗）：门诊治疗中早期干预的剂量设定为90ug/每公斤体重，可有效地治疗轻度至中度关节、肌肉和粘膜与皮肤出血。间隔3小时给药1至3次以达到止血效果。再注射1次以维持止血作用。门诊治疗疗程不得超过24小时。

- 严重出血发作：建议起始剂量为90ug/每公斤体重，可在思者去医院途中给药。下列剂量因出血的类型和严重程度而异。最初的用药频率应每隔2小时给药1次，直到临床情况改善。如果需要继续治疗，可增至每隔3小时给药，持续1-2天。之后只要治疗需要，可连续增至每隔4、6、8或12小时给药。对于大出血发作，可能治疗2-3周，但如果临床需要，可继续使用本品洽疗。

- 有创操作/外科手术：在治疗之前，应立即给予90ug/每公斤体重的起始剂量。2小时后重复此剂量。随后根据所进行的有创操作和患者的临床状态。在前24-48小时内间隔2-3小时给药。在大的外科手术中，应间隔2-4小时按该剂量给药，连续6-7天。在接下来的2周治疗中，用药间隔可增至6-8小时。进行大的外科手术的患者可给药到2至3周，直至痊愈。

- 凝血因子VII缺乏症：治疗出血发作和预防外科手术或有创操作中出血的推荐剂量范围为15-30ug/每公斤体重，每隔4-6小时给药。直至达到止血效果。注射剂量和频率应视个体而定。

- 血小板无力症：治疗出血发作和预防外科手术或有创操作中的出血的推荐剂量为90ug(范围80-120ug )/每公斤体重，用药间隔为2小时(1.5-2.5小时)。为确保有效地止血，应至少给药3次。由于连续滴注可能疗效不佳，因此建议采用推注给药途径。对于非难治性患者血小板输注是血小板无力症的一线治疗方法。

无需对本品的治疗进行监测。应根据出血情况的严重性和注射本品后的临床反应指导用药的需求。注射本品后凝血酶原时间(PT)和活化的部分凝血活酶时间(aPTT)已显示被缩短，但并未证实PT和aPTT与本品临床疗效相关。

### 用法
1. 配制后，将瓶子倒置，将所有注射溶液抽进注射器内。此操作须将针头顶端保持在溶液内。
2. 从瓶子中取出移液针。盖上针头帽。然后从注射器上旋下针头。
3. 取出输注管并除去帽。连接到注射器。取下输注管针头上的保护帽，取合适位置在2-5分钟内缓慢静脉注射完本品，注射过程中不要移动针头位置。
4. 将注射器、针头和输注管安全地弃置。

本品不得与输液混合或以滴注方式给药。未使用的药品或废弃材料应按当地要求处理。

## 注意事项
- 在组织因子表达强度可能高于正常的病理情况下，使用本品有发生血栓事件或导致弥散性血管内凝血(DIC)的潜在风险。此种情况可能包括晚期动脉粥样硬化疾病、压碎伤、败血症或弥散性血管内凝血患者。

- 由于本品可能含有痕量的小鼠IgG、牛IgG和其它残余培养蛋白(仓鼠和牛血清蛋白)，因此使用本品治疗的患者存在对这些蛋白过敏的极小的可能性。

- 如果出现严重出血最好应在专业治疗伴有凝血因子VIII或IX抑制物的血友病的医院内注射本品，若不能在此医院治疗时应与专业治疗血友病的医生保持密切联系。

- 门诊治疗疗程不得超过24小时。如果未能止血须到医院就诊。患者/监护者应尽早地告知医生/监护医院关于本品的使用情况。在注射本品前后应监测凝血因子VII缺乏症患者的凝血酶原时间和凝血因子VII的凝血活性。如果使用推荐剂量治疗后凝血因子Vlla活性未达到预期水平或出血未得到控制，应怀疑是否产生了抗体并应进行抗体分析。凝血因子VII缺乏症患者使用本品后形成血栓的风险尚不明确。

- 将本品置于远离儿童的地方。

- 对驾驶和机械操作能力的影响尚不明确。

## 特殊人群用药
- 孕妇及哺乳期妇女用药：动物生殖试验表明静脉推注本品对胎儿发育、生殖力或生育行为无任何影响。妊娠妇女使用本品后是否会导致胎儿损伤或影响生殖能力尚不明确。妊娠妇女应在有明确需要时才使用本品。

哺乳期使用：尚不明确本品是否在乳汁中分泌。故哺乳期妇女使用本品应给予注意。
- 儿童用药：关于儿童用药，请参阅国外其它的相关报道和资料，或垂询当地的诺和诺德公司代表。
- 老年患者用药：关于老年患者用药请参阅国外其它的相关报道和资料或垂询当地的诺和诺德公司代表。

## 药物相互作用
本品与凝血因子浓缩物之间的潜在相互作用的风险尚不明确。应避免激活的或未激活的凝血酶原复合体浓缩物与本品同时使用。
据报道，抗纤维蛋白溶解药物能降低血友病患者外科手术中的失血。尤其在矫形外科手术以及纤维蛋白溶解活性高的区域，例如口腔中进行的手术。但使用抗纤维蛋白溶解药物与本品同时治疗的用药经验有限。

## 药物过量
人体用药中，尚失有药物过量导致血栓并发症的报道，即使意外给药800ug/每公斤体重后也未出现此情况。

## 配伍禁忌
本品不得与输液混合，或以滴注方式给药。